# طواف عمان 2024
طواف عمان 2024 هو سباق دراجات هوائية من فئة  2.1، وهو الموسم الثالث عشر من طواف عمان، وأقيم خلال الفترة من 10 فبراير 2024، وحتى 14 فبراير 2024.
فاز بالمركز الأول آدم ييتس، وفاز بالمركز الثاني جان هيرت، وفاز بالمركز الثالث وفي ترتيب النقاط وفي ترتيب النقاط للشباب Finn Fisher-Black ‏، وفاز في تصنيف القتال Óscar Pelegrí ‏، وفاز في ترتيب الفرق فريق الإمارات 2024 ‏.

## الفرق
| فرق عالمية (9)- Arkéa-B&B Hotels - Astana Qazaqstan Team - Bora-Hansgrohe - Cofidis - Intermarché-Wanty - Soudal Quick-Step - Team dsm-firmenich PostNL - Team Jayco AlUla - UAE Team Emirates فرق برو (4)- برجس بي إتش 2024 ‏ - Equipo Kern Pharma ‏ - Lotto Dstny - أونو-إكس موبيليتي ‏ فرق قارية (3)- JCL Team Ukyo ‏ - Roojai Insurance (cycling team) ‏ - تيرينجانو سايكلنج تيم ‏ فريق وطني- فريق سلطنة عمان لسباق الدراجات للرجال‏ |  |
| |  |

## المراحل
| قائمة المراحل | قائمة المراحل | قائمة المراحل                        | قائمة المراحل | قائمة المراحل | قائمة المراحل | قائمة المراحل      | قائمة المراحل      |
| المرحلة       | التاريخ       | الدورة                               |               | المسافة (كم)  | الارتفاع      | الفائز بالمرحلة    | القائد العام       |
| ------------- | ------------- | ------------------------------------ | ------------- | ------------- | ------------- | ------------------ | ------------------ |
| المرحلة 1     | 10 فبراير     | منح – مركز عُمان للمؤتمرات و المعارض ‏ | مرحلة مستوية  | 181٫5         | 907 م         | كاليب إيوان        | كاليب إيوان        |
| المرحلة 2     | 11 فبراير     | السيفة – ولاية قريات                 | مرحلة التلال  | 170٫4         | 2٬154 م       | Finn Fisher-Black ‏ | Finn Fisher-Black ‏ |
| المرحلة 3     | 12 فبراير     | حديقة نسيم (مسقط) – البستان، مسقط ‏   | مرحلة التلال  | 76            | 567 م         | Paul Magnier ‏      | Luke Lamperti ‏     |
| المرحلة 4     | 13 فبراير     | فنجا – Yitti Hills‏                   | مرحلة التلال  | 104           | 1٬222 م       | أموري كابيو        | Finn Fisher-Black ‏ |
| المرحلة 5     | 14 فبراير     | ولاية سمائل – الجبل الأخضر           | مرحلة متوسطة  | 72            | 1٬178 م       | آدم ييتس           | آدم ييتس           |

## النتيجة

### مرحلة 1
هي مرحلة مستوية، أقيمت في 10 فبراير 2024، وامتدّت لمسافة 181.5 كيلومتر. فاز بالمركز الأول، وتصدر ترتيب النقاط والترتيب العام في نهاية المرحلة كاليب إيوان، وتصدر ترتيب الفرق برجس بي إتش 2024 ‏، وتصدر تصنيف القتال Óscar Pelegrí ‏، وتصدر ترتيب النقاط للشباب Gleb Syritsa ‏.
| التصنيف العام         | التصنيف العام           | التصنيف العام                    | التصنيف العام | التصنيف العام |
| العداء                | العداء                  | الفريق                           | الوقت         |               |
| --------------------- | ----------------------- | -------------------------------- | ------------- | ------------- |
| 1                     | كاليب إيوان             | Team Jayco AlUla                 | 4 س 23 د 18 ث |               |
| 2                     | بريان كوكار             | Cofidis                          | + 4 ث         |               |
| 3                     | Óscar Pelegrí ‏          | برجس بي إتش ‏                     | + 5 ث         |               |
| 4                     | Polychronis Tzortzakis ‏ | Roojai Insurance (cycling team) ‏ | + 5 ث         |               |
| 5                     | ألكسندر كريستوف         | أونو اكس برو سايكلنج تيم ‏        | + 6 ث         |               |
| 6                     | Gleb Syritsa ‏           | Astana Qazaqstan Team            | + 10 ث        |               |
| 7                     | Paul Magnier ‏           | Soudal Quick-Step                | + 10 ث        |               |
| 8                     | أموري كابيو             | Arkéa-B&B Hotels                 | + 10 ث        |               |
| 9                     | Dries De Pooter ‏        | Intermarché-Wanty                | + 10 ث        |               |
| 10                    | ماتيو مالوسيلي          | JCL Team Ukyo ‏                   | + 10 ث        |               |
|                       |                         |                                  |               |               |
| مصدر: ProCyclingStats |                         |                                  |               |               |

### مرحلة 2
هي مرحلة جبلية، أقيمت في 11 فبراير 2024، وامتدّت لمسافة 170.4 كيلومتر. فاز بالمركز الأول، وتصدر الترتيب العام في نهاية المرحلة وترتيب النقاط وترتيب النقاط للشباب Finn Fisher-Black ‏، وتصدر ترتيب الفرق فريق الإمارات 2024 ‏، وتصدر تصنيف القتال Óscar Pelegrí ‏.
| التصنيف العام         | التصنيف العام      | التصنيف العام         | التصنيف العام | التصنيف العام |
| العداء                | العداء             | الفريق                | الوقت         |               |
| --------------------- | ------------------ | --------------------- | ------------- | ------------- |
| 1                     | Finn Fisher-Black ‏ | فريق الإمارات         | 8 س 27 د 22 ث |               |
| 2                     | Luke Lamperti ‏     | Soudal Quick-Step     | + 6 ث         |               |
| 3                     | دييغو يليسي        | فريق الإمارات         | + 8 ث         |               |
| 4                     | Roger Adrià ‏       | بورا هانسغروه         | + 12 ث        |               |
| 5                     | Anthon Charmig ‏    | Astana Qazaqstan Team | + 12 ث        |               |
| 6                     | آدم ييتس           | فريق الإمارات         | + 12 ث        |               |
| 7                     | Jenno Berckmoes ‏   | Lotto Dstny           | + 12 ث        |               |
| 8                     | Mauri Vansevenant ‏ | Soudal Quick-Step     | + 12 ث        |               |
| 9                     | Ben Zwiehoff ‏      | بورا هانسغروه         | + 16 ث        |               |
| 10                    | توماس بسنتي ‏       | JCL Team Ukyo ‏        | + 16 ث        |               |
|                       |                    |                       |               |               |
| مصدر: ProCyclingStats |                    |                       |               |               |

### مرحلة 3
هي مرحلة جبلية، أقيمت في 12 فبراير 2024، وامتدّت لمسافة 76 كيلومتر. فاز بالمركز الأول Paul Magnier ‏، وتصدر ترتيب الفرق فريق الإمارات 2024 ‏، وتصدر تصنيف القتال Óscar Pelegrí ‏، وتصدر الترتيب العام في نهاية المرحلة وترتيب النقاط وترتيب النقاط للشباب Luke Lamperti ‏.
| التصنيف العام         | التصنيف العام      | التصنيف العام         | التصنيف العام  | التصنيف العام |
| العداء                | العداء             | الفريق                | الوقت          |               |
| --------------------- | ------------------ | --------------------- | -------------- | ------------- |
| 1                     | Luke Lamperti ‏     | Soudal Quick-Step     | 10 س 15 د 16 ث |               |
| 2                     | Finn Fisher-Black ‏ | فريق الإمارات         | + 0 ث          |               |
| 3                     | دييغو يليسي        | فريق الإمارات         | + 8 ث          |               |
| 4                     | Roger Adrià ‏       | بورا هانسغروه         | + 12 ث         |               |
| 5                     | Jenno Berckmoes ‏   | Lotto Dstny           | + 12 ث         |               |
| 6                     | آدم ييتس           | فريق الإمارات         | + 12 ث         |               |
| 7                     | Anthon Charmig ‏    | Astana Qazaqstan Team | + 12 ث         |               |
| 8                     | Mauri Vansevenant ‏ | Soudal Quick-Step     | + 12 ث         |               |
| 9                     | Ben Zwiehoff ‏      | بورا هانسغروه         | + 16 ث         |               |
| 10                    | توماس بسنتي ‏       | JCL Team Ukyo ‏        | + 16 ث         |               |
|                       |                    |                       |                |               |
| مصدر: ProCyclingStats |                    |                       |                |               |

### مرحلة 4
هي مرحلة جبلية، أقيمت في 13 فبراير 2024، وامتدّت لمسافة 104 كيلومتر. فاز بالمركز الأول أموري كابيو، وتصدر تصنيف القتال Óscar Pelegrí ‏، وتصدر ترتيب الفرق فريق الإمارات 2024 ‏، وتصدر الترتيب العام في نهاية المرحلة وترتيب النقاط للشباب Finn Fisher-Black ‏، وتصدر ترتيب النقاط Luke Lamperti ‏.
| التصنيف العام         | التصنيف العام      | التصنيف العام         | التصنيف العام  | التصنيف العام |
| العداء                | العداء             | الفريق                | الوقت          |               |
| --------------------- | ------------------ | --------------------- | -------------- | ------------- |
| 1                     | Finn Fisher-Black ‏ | فريق الإمارات         | 12 س 32 د 48 ث |               |
| 2                     | Luke Lamperti ‏     | Soudal Quick-Step     | + 3 ث          |               |
| 3                     | دييغو يليسي        | فريق الإمارات         | + 9 ث          |               |
| 4                     | Anthon Charmig ‏    | Astana Qazaqstan Team | + 14 ث         |               |
| 5                     | Roger Adrià ‏       | بورا هانسغروه         | + 15 ث         |               |
| 6                     | Jenno Berckmoes ‏   | Lotto Dstny           | + 15 ث         |               |
| 7                     | Davide De Pretto ‏  | Team Jayco AlUla      | + 15 ث         |               |
| 8                     | آدم ييتس           | فريق الإمارات         | + 15 ث         |               |
| 9                     | Mauri Vansevenant ‏ | Soudal Quick-Step     | + 15 ث         |               |
| 10                    | Ben Zwiehoff ‏      | بورا هانسغروه         | + 19 ث         |               |
|                       |                    |                       |                |               |
| مصدر: ProCyclingStats |                    |                       |                |               |

### مرحلة 5
هي مرحلة جبلية متوسطة، أقيمت في 14 فبراير 2024، وامتدّت لمسافة 72 كيلومتر. فاز بالمركز الأول، وتصدر الترتيب العام في نهاية المرحلة آدم ييتس، وتصدر ترتيب النقاط وترتيب النقاط للشباب Finn Fisher-Black ‏، وتصدر تصنيف القتال Óscar Pelegrí ‏، وتصدر ترتيب الفرق فريق الإمارات 2024 ‏.

## المشاركون
| UAE Team Emirates UAD | UAE Team Emirates UAD | UAE Team Emirates UAD |
| --------------------- | --------------------- | --------------------- |
| م                     | عداء                  | مرتبة                 |
| 1                     | آدم ييتس              | 1                     |
| 2                     | Abdulla Al Hammadi ‏   | 107                   |
| 3                     | Mohammad Al Mutaiwei ‏ | 109                   |
| 4                     | Finn Fisher-Black ‏    | 3                     |
| 5                     | ألفارو هودج           | 104                   |
| 6                     | فيجارد ستيك لاينجن    | 70                    |
| 7                     | دييغو يليسي           | 4                     |

| Soudal Quick-Step SOQ | Soudal Quick-Step SOQ | Soudal Quick-Step SOQ |
| --------------------- | --------------------- | --------------------- |
| م                     | عداء                  | مرتبة                 |
| 11                    | Mauri Vansevenant ‏    | 7                     |
| 12                    | جان هيرت              | 2                     |
| 13                    | Gil Gelders ‏          | 49                    |
| 14                    | Antoine Huby ‏         | 48                    |
| 15                    | Luke Lamperti ‏        | 43                    |
| 16                    | Paul Magnier ‏         | 73                    |
| 17                    | فوستو ماسنادا         | 16                    |

| Intermarché-Wanty IWA | Intermarché-Wanty IWA      | Intermarché-Wanty IWA |
| --------------------- | -------------------------- | --------------------- |
| م                     | عداء                       | مرتبة                 |
| 21                    | لويس مينتيس                | 18                    |
| 22                    | Huub Artz ‏                 | 38                    |
| 23                    | Francesco Busatto ‏         | 34                    |
| 24                    | Dries De Pooter ‏           | 44                    |
| 25                    | Alexy Faure Prost ‏         | 10                    |
| 26                    | لورينزو روتا               | 23                    |
| 27                    | Roel van Sintmaartensdijk ‏ | 84                    |

| Cofidis COF | Cofidis COF           | Cofidis COF |
| ----------- | --------------------- | ----------- |
| م           | عداء                  | مرتبة       |
| 31          | بريان كوكار           | 54          |
| 32          | Nicolas Debeaumarché ‏ | 81          |
| 33          | ايمي دي جندت          | 65          |
| 34          | كيني إليسوند          | 15          |
| 35          | خيسوس هييرادة         | 47          |
| 36          | Nolann Mahoudo ‏       | لم يبدأ-1   |
| 37          | Hugo Toumire ‏         | 53          |

| Arkéa-B&B Hotels ARK | Arkéa-B&B Hotels ARK     | Arkéa-B&B Hotels ARK |
| -------------------- | ------------------------ | -------------------- |
| م                    | عداء                     | مرتبة                |
| 41                   | أموري كابيو              | 62                   |
| 42                   | Florian Dauphin ‏         | 87                   |
| 43                   | ايلي جيسبرت              | 78                   |
| 44                   | كريستيان رودريغيز        | 5                    |
| 45                   | Embret Svestad-Bårdseng ‏ | 20                   |
| 46                   | Alessandro Verre ‏        | 13                   |

| Bora-Hansgrohe BOH | Bora-Hansgrohe BOH     | Bora-Hansgrohe BOH |
| ------------------ | ---------------------- | ------------------ |
| م                  | عداء                   | مرتبة              |
| 51                 | إيمانويل بوخمان (طريق) | 17                 |
| 52                 | Roger Adrià ‏           | 27                 |
| 53                 | تشيزاري بينديتي        | 66                 |
| 54                 | Emil Herzog ‏           | 19                 |
| 55                 | Luis-Joe Lührs ‏        | 59                 |
| 56                 | Anton Palzer ‏          | 26                 |
| 57                 | Ben Zwiehoff ‏          | 11                 |

| Lotto Dstny LTD | Lotto Dstny LTD     | Lotto Dstny LTD |
| --------------- | ------------------- | --------------- |
| م               | عداء                | مرتبة           |
| 61              | Johannes Adamietz ‏  | 37              |
| 62              | Jenno Berckmoes ‏    | 12              |
| 63              | توماس دي جيندت      | 63              |
| 64              | Arjen Livyns ‏       | 33              |
| 65              | Lionel Taminiaux ‏   | 71              |
| 66              | Henri Vandenabeele ‏ | 82              |
| 67              | Harm Vanhoucke ‏     | لم يبدأ-2       |

| Team dsm-firmenich PostNL DFP | Team dsm-firmenich PostNL DFP | Team dsm-firmenich PostNL DFP |
| ----------------------------- | ----------------------------- | ----------------------------- |
| م                             | عداء                          | مرتبة                         |
| 71                            | وارن بارجويل                  | 6                             |
| 72                            | Tobias Lund Andresen ‏         | 69                            |
| 73                            | فابيو جاكوبسن                 | 108                           |
| 74                            | Tim Naberman ‏                 | 95                            |
| 75                            | تيمو روزن                     | 72                            |
| 76                            | Julius van den Berg ‏          | 90                            |
| 77                            | Frank van den Broek ‏          | 40                            |

| برجس بي إتش ‏ BBH | برجس بي إتش ‏ BBH                | برجس بي إتش ‏ BBH |
| ---------------- | ------------------------------- | ---------------- |
| م                | عداء                            | مرتبة            |
| 81               | Sainbayaryn Jambaljamts ‏ (طريق) | 35               |
| 82               | Rodrigo Álvarez ‏                | 92               |
| 83               | Mario Aparicio ‏                 | 25               |
| 84               | David Delgado Higueruelo ‏       | 50               |
| 85               | Alejandro Franco ‏               | 46               |
| 86               | Ángel Fuentes ‏                  | 77               |
| 87               | Óscar Pelegrí ‏                  | 91               |

| Team Jayco AlUla JAY | Team Jayco AlUla JAY | Team Jayco AlUla JAY |
| -------------------- | -------------------- | -------------------- |
| م                    | عداء                 | مرتبة                |
| 91                   | كاليب إيوان          | 76                   |
| 92                   | Luke Durbridge ‏      | 51                   |
| 93                   | Davide De Pretto ‏    | 30                   |
| 94                   | Blake Quick ‏         | 86                   |
| 95                   | كامبل ستيوارت        | 67                   |
| 96                   | ماكس والشيد          | 80                   |

| أونو-إكس موبيليتي ‏ UXM | أونو-إكس موبيليتي ‏ UXM | أونو-إكس موبيليتي ‏ UXM |
| ---------------------- | ---------------------- | ---------------------- |
| م                      | عداء                   | مرتبة                  |
| 101                    | ألكسندر كريستوف        | 39                     |
| 102                    | Idar Andersen ‏         | لم يبدأ-5              |
| 103                    | Stian Fredheim ‏        | 89                     |
| 104                    | Tord Gudmestad ‏        | 68                     |
| 105                    | يوهانس كولسيت ‏         | 8                      |
| 106                    | William Blume Levy ‏    | 45                     |
| 107                    | Rasmus Bøgh Wallin ‏    | 94                     |

| Astana Qazaqstan Team AST | Astana Qazaqstan Team AST | Astana Qazaqstan Team AST |
| ------------------------- | ------------------------- | ------------------------- |
| م                         | عداء                      | مرتبة                     |
| 111                       | Anthon Charmig ‏           | 29                        |
| 112                       | يفغيني جيديتش             | 97                        |
| 113                       | Savelii Laptev ‏           | 58                        |
| 114                       | Ide Schelling ‏            | 52                        |
| 115                       | Gleb Syritsa ‏             | 83                        |
| 116                       | Davide Toneatti ‏          | 60                        |
| 117                       | Nicolas Vinokurov ‏        | 57                        |

| Equipo Kern Pharma ‏ EKP | Equipo Kern Pharma ‏ EKP | Equipo Kern Pharma ‏ EKP |
| ----------------------- | ----------------------- | ----------------------- |
| م                       | عداء                    | مرتبة                   |
| 121                     | Iván Cobo ‏              | 9                       |
| 122                     | Unai Aznar ‏             | 85                      |
| 123                     | Marc Brustenga ‏         | لم يبدأ-3               |
| 124                     | كارلوس غارسيا ‏          | 36                      |
| 125                     | Unai Iribar ‏            | 28                      |
| 126                     | Mikel Retegi ‏           | 55                      |
| 127                     | Danny van der Tuuk ‏     | 74                      |

| JCL Team Ukyo ‏ JCL | JCL Team Ukyo ‏ JCL                | JCL Team Ukyo ‏ JCL |
| ------------------ | --------------------------------- | ------------------ |
| م                  | عداء                              | مرتبة              |
| 131                | Masaki Yamamoto (cyclist) ‏ (طريق) | 31                 |
| 132                | جيوفاني كاربوني                   | 32                 |
| 133                | ناثان ايرل                        | 14                 |
| 134                | Manabu Ishibashi ‏                 | 106                |
| 135                | ماتيو مالوسيلي                    | 98                 |
| 136                | Nariyuki Masuda ‏                  | 56                 |
| 137                | توماس بسنتي ‏                      | 22                 |

| تيرينجانو سايكلنج تيم ‏ TSG | تيرينجانو سايكلنج تيم ‏ TSG    | تيرينجانو سايكلنج تيم ‏ TSG |
| -------------------------- | ----------------------------- | -------------------------- |
| م                          | عداء                          | مرتبة                      |
| 141                        | مرحاوي قدس                    | 21                         |
| 142                        | Aiman Cahyadi ‏                | 79                         |
| 143                        | Jesse Ewart ‏                  | 41                         |
| 144                        | Wan Abdul Rahman Hamdan ‏      | لم يبدأ-2                  |
| 145                        | Irwandie Lakasek ‏             | 102                        |
| 146                        | Nur Amirul Fakhruddin Mazuki ‏ | 99                         |
| 147                        | Andreas Miltiadis ‏            | 75                         |

| فريق سلطنة عمان لسباق الدراجات للرجال‏ OMA | فريق سلطنة عمان لسباق الدراجات للرجال‏ OMA | فريق سلطنة عمان لسباق الدراجات للرجال‏ OMA |
| ----------------------------------------- | ----------------------------------------- | ----------------------------------------- |
| م                                         | عداء                                      | مرتبة                                     |
| 151                                       | Mohamed Al Wahibi ‏                        | 100                                       |
| 152                                       | Saif Al Aamri‏                             | 111                                       |
| 153                                       | Abdullah Al-Gheilani‏                      | 112                                       |
| 154                                       | Munther Al Hsani‏                          | 103                                       |
| 155                                       | Said Al Rahbi ‏                            | 93                                        |
| 156                                       | Mazin Al Riyami‏                           | 96                                        |
| 157                                       | Abdul Rahman Al Yacoubi ‏                  | 110                                       |

| Roojai Insurance (cycling team) ‏ ROI | Roojai Insurance (cycling team) ‏ ROI | Roojai Insurance (cycling team) ‏ ROI |
| ------------------------------------ | ------------------------------------ | ------------------------------------ |
| م                                    | عداء                                 | مرتبة                                |
| 161                                  | Tegshbayar Batsaikhan ‏               | 64                                   |
| 162                                  | Carter Bettles ‏                      | 42                                   |
| 163                                  | Lucas Carstensen ‏                    | 88                                   |
| 164                                  | Patompob Phonarjthan ‏                | 105                                  |
| 165                                  | Ariya Phounsavath ‏                   | 61                                   |
| 166                                  | Polychronis Tzortzakis ‏              | 101                                  |
| 167                                  | Adne van Engelen ‏                    | 24                                   |

| UAE Team Emirates UAD | UAE Team Emirates UAD | UAE Team Emirates UAD |
| --------------------- | --------------------- | --------------------- |
| م                     | عداء                  | مرتبة                 |
| 1                     | آدم ييتس              | 1                     |
| 2                     | Abdulla Al Hammadi ‏   | 107                   |
| 3                     | Mohammad Al Mutaiwei ‏ | 109                   |
| 4                     | Finn Fisher-Black ‏    | 3                     |
| 5                     | ألفارو هودج           | 104                   |
| 6                     | فيجارد ستيك لاينجن    | 70                    |
| 7                     | دييغو يليسي           | 4                     |

| Soudal Quick-Step SOQ | Soudal Quick-Step SOQ | Soudal Quick-Step SOQ |
| --------------------- | --------------------- | --------------------- |
| م                     | عداء                  | مرتبة                 |
| 11                    | Mauri Vansevenant ‏    | 7                     |
| 12                    | جان هيرت              | 2                     |
| 13                    | Gil Gelders ‏          | 49                    |
| 14                    | Antoine Huby ‏         | 48                    |
| 15                    | Luke Lamperti ‏        | 43                    |
| 16                    | Paul Magnier ‏         | 73                    |
| 17                    | فوستو ماسنادا         | 16                    |

| Intermarché-Wanty IWA | Intermarché-Wanty IWA      | Intermarché-Wanty IWA |
| --------------------- | -------------------------- | --------------------- |
| م                     | عداء                       | مرتبة                 |
| 21                    | لويس مينتيس                | 18                    |
| 22                    | Huub Artz ‏                 | 38                    |
| 23                    | Francesco Busatto ‏         | 34                    |
| 24                    | Dries De Pooter ‏           | 44                    |
| 25                    | Alexy Faure Prost ‏         | 10                    |
| 26                    | لورينزو روتا               | 23                    |
| 27                    | Roel van Sintmaartensdijk ‏ | 84                    |

| Cofidis COF | Cofidis COF           | Cofidis COF |
| ----------- | --------------------- | ----------- |
| م           | عداء                  | مرتبة       |
| 31          | بريان كوكار           | 54          |
| 32          | Nicolas Debeaumarché ‏ | 81          |
| 33          | ايمي دي جندت          | 65          |
| 34          | كيني إليسوند          | 15          |
| 35          | خيسوس هييرادة         | 47          |
| 36          | Nolann Mahoudo ‏       | لم يبدأ-1   |
| 37          | Hugo Toumire ‏         | 53          |

| Arkéa-B&B Hotels ARK | Arkéa-B&B Hotels ARK     | Arkéa-B&B Hotels ARK |
| -------------------- | ------------------------ | -------------------- |
| م                    | عداء                     | مرتبة                |
| 41                   | أموري كابيو              | 62                   |
| 42                   | Florian Dauphin ‏         | 87                   |
| 43                   | ايلي جيسبرت              | 78                   |
| 44                   | كريستيان رودريغيز        | 5                    |
| 45                   | Embret Svestad-Bårdseng ‏ | 20                   |
| 46                   | Alessandro Verre ‏        | 13                   |

| Bora-Hansgrohe BOH | Bora-Hansgrohe BOH     | Bora-Hansgrohe BOH |
| ------------------ | ---------------------- | ------------------ |
| م                  | عداء                   | مرتبة              |
| 51                 | إيمانويل بوخمان (طريق) | 17                 |
| 52                 | Roger Adrià ‏           | 27                 |
| 53                 | تشيزاري بينديتي        | 66                 |
| 54                 | Emil Herzog ‏           | 19                 |
| 55                 | Luis-Joe Lührs ‏        | 59                 |
| 56                 | Anton Palzer ‏          | 26                 |
| 57                 | Ben Zwiehoff ‏          | 11                 |

| Lotto Dstny LTD | Lotto Dstny LTD     | Lotto Dstny LTD |
| --------------- | ------------------- | --------------- |
| م               | عداء                | مرتبة           |
| 61              | Johannes Adamietz ‏  | 37              |
| 62              | Jenno Berckmoes ‏    | 12              |
| 63              | توماس دي جيندت      | 63              |
| 64              | Arjen Livyns ‏       | 33              |
| 65              | Lionel Taminiaux ‏   | 71              |
| 66              | Henri Vandenabeele ‏ | 82              |
| 67              | Harm Vanhoucke ‏     | لم يبدأ-2       |

| Team dsm-firmenich PostNL DFP | Team dsm-firmenich PostNL DFP | Team dsm-firmenich PostNL DFP |
| ----------------------------- | ----------------------------- | ----------------------------- |
| م                             | عداء                          | مرتبة                         |
| 71                            | وارن بارجويل                  | 6                             |
| 72                            | Tobias Lund Andresen ‏         | 69                            |
| 73                            | فابيو جاكوبسن                 | 108                           |
| 74                            | Tim Naberman ‏                 | 95                            |
| 75                            | تيمو روزن                     | 72                            |
| 76                            | Julius van den Berg ‏          | 90                            |
| 77                            | Frank van den Broek ‏          | 40                            |

| برجس بي إتش ‏ BBH | برجس بي إتش ‏ BBH                | برجس بي إتش ‏ BBH |
| ---------------- | ------------------------------- | ---------------- |
| م                | عداء                            | مرتبة            |
| 81               | Sainbayaryn Jambaljamts ‏ (طريق) | 35               |
| 82               | Rodrigo Álvarez ‏                | 92               |
| 83               | Mario Aparicio ‏                 | 25               |
| 84               | David Delgado Higueruelo ‏       | 50               |
| 85               | Alejandro Franco ‏               | 46               |
| 86               | Ángel Fuentes ‏                  | 77               |
| 87               | Óscar Pelegrí ‏                  | 91               |

| Team Jayco AlUla JAY | Team Jayco AlUla JAY | Team Jayco AlUla JAY |
| -------------------- | -------------------- | -------------------- |
| م                    | عداء                 | مرتبة                |
| 91                   | كاليب إيوان          | 76                   |
| 92                   | Luke Durbridge ‏      | 51                   |
| 93                   | Davide De Pretto ‏    | 30                   |
| 94                   | Blake Quick ‏         | 86                   |
| 95                   | كامبل ستيوارت        | 67                   |
| 96                   | ماكس والشيد          | 80                   |

| أونو-إكس موبيليتي ‏ UXM | أونو-إكس موبيليتي ‏ UXM | أونو-إكس موبيليتي ‏ UXM |
| ---------------------- | ---------------------- | ---------------------- |
| م                      | عداء                   | مرتبة                  |
| 101                    | ألكسندر كريستوف        | 39                     |
| 102                    | Idar Andersen ‏         | لم يبدأ-5              |
| 103                    | Stian Fredheim ‏        | 89                     |
| 104                    | Tord Gudmestad ‏        | 68                     |
| 105                    | يوهانس كولسيت ‏         | 8                      |
| 106                    | William Blume Levy ‏    | 45                     |
| 107                    | Rasmus Bøgh Wallin ‏    | 94                     |

| Astana Qazaqstan Team AST | Astana Qazaqstan Team AST | Astana Qazaqstan Team AST |
| ------------------------- | ------------------------- | ------------------------- |
| م                         | عداء                      | مرتبة                     |
| 111                       | Anthon Charmig ‏           | 29                        |
| 112                       | يفغيني جيديتش             | 97                        |
| 113                       | Savelii Laptev ‏           | 58                        |
| 114                       | Ide Schelling ‏            | 52                        |
| 115                       | Gleb Syritsa ‏             | 83                        |
| 116                       | Davide Toneatti ‏          | 60                        |
| 117                       | Nicolas Vinokurov ‏        | 57                        |

| Equipo Kern Pharma ‏ EKP | Equipo Kern Pharma ‏ EKP | Equipo Kern Pharma ‏ EKP |
| ----------------------- | ----------------------- | ----------------------- |
| م                       | عداء                    | مرتبة                   |
| 121                     | Iván Cobo ‏              | 9                       |
| 122                     | Unai Aznar ‏             | 85                      |
| 123                     | Marc Brustenga ‏         | لم يبدأ-3               |
| 124                     | كارلوس غارسيا ‏          | 36                      |
| 125                     | Unai Iribar ‏            | 28                      |
| 126                     | Mikel Retegi ‏           | 55                      |
| 127                     | Danny van der Tuuk ‏     | 74                      |

| JCL Team Ukyo ‏ JCL | JCL Team Ukyo ‏ JCL                | JCL Team Ukyo ‏ JCL |
| ------------------ | --------------------------------- | ------------------ |
| م                  | عداء                              | مرتبة              |
| 131                | Masaki Yamamoto (cyclist) ‏ (طريق) | 31                 |
| 132                | جيوفاني كاربوني                   | 32                 |
| 133                | ناثان ايرل                        | 14                 |
| 134                | Manabu Ishibashi ‏                 | 106                |
| 135                | ماتيو مالوسيلي                    | 98                 |
| 136                | Nariyuki Masuda ‏                  | 56                 |
| 137                | توماس بسنتي ‏                      | 22                 |

| تيرينجانو سايكلنج تيم ‏ TSG | تيرينجانو سايكلنج تيم ‏ TSG    | تيرينجانو سايكلنج تيم ‏ TSG |
| -------------------------- | ----------------------------- | -------------------------- |
| م                          | عداء                          | مرتبة                      |
| 141                        | مرحاوي قدس                    | 21                         |
| 142                        | Aiman Cahyadi ‏                | 79                         |
| 143                        | Jesse Ewart ‏                  | 41                         |
| 144                        | Wan Abdul Rahman Hamdan ‏      | لم يبدأ-2                  |
| 145                        | Irwandie Lakasek ‏             | 102                        |
| 146                        | Nur Amirul Fakhruddin Mazuki ‏ | 99                         |
| 147                        | Andreas Miltiadis ‏            | 75                         |

| فريق سلطنة عمان لسباق الدراجات للرجال‏ OMA | فريق سلطنة عمان لسباق الدراجات للرجال‏ OMA | فريق سلطنة عمان لسباق الدراجات للرجال‏ OMA |
| ----------------------------------------- | ----------------------------------------- | ----------------------------------------- |
| م                                         | عداء                                      | مرتبة                                     |
| 151                                       | Mohamed Al Wahibi ‏                        | 100                                       |
| 152                                       | Saif Al Aamri‏                             | 111                                       |
| 153                                       | Abdullah Al-Gheilani‏                      | 112                                       |
| 154                                       | Munther Al Hsani‏                          | 103                                       |
| 155                                       | Said Al Rahbi ‏                            | 93                                        |
| 156                                       | Mazin Al Riyami‏                           | 96                                        |
| 157                                       | Abdul Rahman Al Yacoubi ‏                  | 110                                       |

| Roojai Insurance (cycling team) ‏ ROI | Roojai Insurance (cycling team) ‏ ROI | Roojai Insurance (cycling team) ‏ ROI |
| ------------------------------------ | ------------------------------------ | ------------------------------------ |
| م                                    | عداء                                 | مرتبة                                |
| 161                                  | Tegshbayar Batsaikhan ‏               | 64                                   |
| 162                                  | Carter Bettles ‏                      | 42                                   |
| 163                                  | Lucas Carstensen ‏                    | 88                                   |
| 164                                  | Patompob Phonarjthan ‏                | 105                                  |
| 165                                  | Ariya Phounsavath ‏                   | 61                                   |
| 166                                  | Polychronis Tzortzakis ‏              | 101                                  |
| 167                                  | Adne van Engelen ‏                    | 24                                   |

## التصنيف العام النهائي
| التصنيف العام         | التصنيف العام      | التصنيف العام             | التصنيف العام  | التصنيف العام |
| العداء                | العداء             | الفريق                    | الوقت          |               |
| --------------------- | ------------------ | ------------------------- | -------------- | ------------- |
| 1                     | آدم ييتس           | فريق الإمارات             | 14 س 22 د 30 ث |               |
| 2                     | جان هيرت           | Soudal Quick-Step         | + 19 ث         |               |
| 3                     | Finn Fisher-Black ‏ | فريق الإمارات             | + 39 ث         |               |
| 4                     | دييغو يليسي        | فريق الإمارات             | + 44 ث         |               |
| 5                     | كريستيان رودريغيز  | Arkéa-B&B Hotels          | + 54 ث         |               |
| 6                     | وارن بارجويل       | Team dsm-firmenich PostNL | + 1 د 05 ث     |               |
| 7                     | Mauri Vansevenant ‏ | Soudal Quick-Step         | + 1 د 06 ث     |               |
| 8                     | يوهانس كولسيت ‏     | أونو اكس برو سايكلنج تيم ‏ | + 1 د 27 ث     |               |
| 9                     | Iván Cobo ‏         | Equipo Kern Pharma ‏       | + 1 د 30 ث     |               |
| 10                    | Alexy Faure Prost ‏ | Intermarché-Wanty         | + 1 د 33 ث     |               |
|                       |                    |                           |                |               |
| مصدر: ProCyclingStats |                    |                           |                |               |

### تصنيف النقاط
| تصنيف النقاط          | تصنيف النقاط       | تصنيف النقاط      | تصنيف النقاط | تصنيف النقاط |
| العداء                | العداء             | الفريق            | النقاط       |              |
| --------------------- | ------------------ | ----------------- | ------------ | ------------ |
| 1                     | Finn Fisher-Black ‏ | فريق الإمارات     | 24 نقطة      |              |
| 2                     | Luke Lamperti ‏     | Soudal Quick-Step | 24 نقطة      |              |
| 3                     | Paul Magnier ‏      | Soudal Quick-Step | 21 نقطة      |              |
| 4                     | بريان كوكار        | Cofidis           | 21 نقطة      |              |
| 5                     | آدم ييتس           | فريق الإمارات     | 20 نقطة      |              |
| 6                     | أموري كابيو        | Arkéa-B&B Hotels  | 20 نقطة      |              |
| 7                     | دييغو يليسي        | فريق الإمارات     | 17 نقطة      |              |
| 8                     | Roger Adrià ‏       | بورا هانسغروه     | 17 نقطة      |              |
| 9                     | كاليب إيوان        | Team Jayco AlUla  | 15 نقطة      |              |
| 10                    | جان هيرت           | Soudal Quick-Step | 12 نقطة      |              |
|                       |                    |                   |              |              |
| مصدر: ProCyclingStats |                    |                   |              |              |

## تصنيف الفرق

### الفرق حسب الوقت
| تصنيف الفرق حسب الوقت | تصنيف الفرق حسب الوقت | تصنيف الفرق حسب الوقت | تصنيف الفرق حسب الوقت |
| الفريق                | الفريق                | الوقت                 |                       |
| --------------------- | --------------------- | --------------------- | --------------------- |
| 1                     | UAE Team Emirates     | 43 س 09 د 22 ث        |                       |
| 2                     | Soudal Quick-Step     | + 1 د 30 ث            |                       |
| 3                     | Intermarché-Wanty     | + 2 د 38 ث            |                       |
| 4                     | Arkéa-B&B Hotels      | + 3 د 23 ث            |                       |
| 5                     | Bora-Hansgrohe        | + 4 د 14 ث            |                       |
|                       |                       |                       |                       |
| مصدر: ProCyclingStats |                       |                       |                       |

## تصانيف فرعية

### تصنيف أفضل شاب
| تصنيف أفضل شاب        | تصنيف أفضل شاب     | تصنيف أفضل شاب            | تصنيف أفضل شاب | تصنيف أفضل شاب |
| العداء                | العداء             | الفريق                    | الوقت          |                |
| --------------------- | ------------------ | ------------------------- | -------------- | -------------- |
| 1                     | Finn Fisher-Black ‏ | فريق الإمارات             | 14 س 23 د 09 ث |                |
| 2                     | Mauri Vansevenant ‏ | Soudal Quick-Step         | + 37 ث         |                |
| 3                     | يوهانس كولسيت ‏     | أونو اكس برو سايكلنج تيم ‏ | + 48 ث         |                |
| 4                     | Iván Cobo ‏         | Equipo Kern Pharma ‏       | + 51 ث         |                |
| 5                     | Alexy Faure Prost ‏ | Intermarché-Wanty         | + 54 ث         |                |
|                       |                    |                           |                |                |
| مصدر: ProCyclingStats |                    |                           |                |                |

## وصلات خارجية
- الموقع الرسمي
- لمحة عن سباق طواف عمان 2024 على موقع  ProCyclingStats   (برو  سايكلنج  ستاتس) - إحصاءات  محترفي  الدراجات.
- طواف عمان 2024 على موقع إحصائيات الدراجات الإحترافية (الإنجليزية)